# ギレルモ・ズニガ
ギレルモ・ズニガ（Guillermo Zuñiga, 1998年10月10日 - ）は、コロンビアのボリーバル県カルタヘナ出身のプロ野球選手（投手）。右投右打。MLBのフィラデルフィア・フィリーズ傘下所属。

## 経歴

### プロ入りとブレーブス傘下時代
2016年にアトランタ・ブレーブスとマイナー契約を結び、ルーキー級のドミニカン・サマーリーグ・ブレーブスでプロデビューを果たした。この年は5試合に登板して1勝0敗、防御率2.61だった。
2017年もルーキー級のフロリダ・コンプレックスリーグ・ブレーブスプレーし、8試合（6先発）で0勝3敗、防御率5.59の成績を残した。オフの11月21日、ブレーブスのスカウト活動に関する不正契約問題のため、MLBの指示により他の若手有望株12名とともにFAとなった。

### ドジャース傘下時代
2017年12月6日にロサンゼルス・ドジャースとマイナー契約を結んだ。
2018年はルーキー級で、2019年はA級で、2021年からはAA級タルサ・ドリラーズでプレーしたが、メジャー昇格の機会はないまま2022年のシーズン終了後にFAとなった。

### カージナルス時代
2022年12月6日にセントルイス・カージナルスとメジャー契約を結んだ。
2023年は開幕前に開催された第5回ワールド・ベースボール・クラシック（WBC）にコロンビア代表として出場した
。開幕はA級メンフィス・レッドバーズで迎え、5月2日にメジャー初昇格。同日のロサンゼルス・エンゼルス戦で9回からメジャー初登板を果たした。8月27日に右前腕の負傷で15日間ILに入ると、9月2日に60日間ILに移行し、シーズン終了となった。
2024年2月3日にDFAとなった。

### エンゼルス時代
2024年2月7日に金銭トレードでロサンゼルス・エンゼルスへ移籍した。同年は中継ぎとして15試合に登板し、勝敗こそないものの2セーブを挙げた。また、防御率とWHIPはそれぞれ5.09、1.36といずれもルーキーイヤーから悪化した。オフの11月12日にトラビス・ダーノーを獲得したことに伴ってDFAとなり、14日に自由契約となった。

### フィリーズ傘下時代
2024年12月13日にフィラデルフィア・フィリーズとマイナー契約を結び、2025年のスプリングトレーニングに招待選手として参加することになった。併せて同日中にAAA級リーハイバレー・アイアンピッグスに配属されている。

## 選手としての特徴
最速102mph（約164km/h）を計時する豪速球が持ち味。

## 詳細情報

### 年度別投手成績
| 年 度    | 球 団    | 登 板 | 先 発 | 完 投 | 完 封 | 無 四 球 | 勝 利 | 敗 戦 | セ 丨 ブ | ホ 丨 ル ド | 勝 率 | 打 者 | 投 球 回 | 被 安 打 | 被 本 塁 打 | 与 四 球 | 敬 遠 | 与 死 球 | 奪 三 振 | 暴 投 | ボ 丨 ク | 失 点 | 自 責 点 | 防 御 率 | W H I P |
| -------- | -------- | ----- | ----- | ----- | ----- | -------- | ----- | ----- | -------- | ----------- | ----- | ----- | -------- | -------- | ----------- | -------- | ----- | -------- | -------- | ----- | -------- | ----- | -------- | -------- | ------- |
| 2023     | STL      | 2     | 0     | 0     | 0     | 0        | 0     | 0     | 0        | 0           | ----  | 8     | 2.0      | 2        | 0           | 0        | 0     | 0        | 4        | 0     | 0        | 1     | 1        | 4.50     | 1.00    |
| 2024     | LAA      | 15    | 0     | 0     | 0     | 0        | 0     | 0     | 2        | 0           | ----  | 76    | 17.2     | 16       | 5           | 8        | 2     | 1        | 12       | 1     | 0        | 10    | 10       | 5.09     | 1.36    |
| MLB：2年 | MLB：2年 | 17    | 0     | 0     | 0     | 0        | 0     | 0     | 2        | 0           | ----  | 84    | 19.2     | 18       | 5           | 8        | 2     | 1        | 16       | 1     | 0        | 11    | 11       | 5.03     | 1.32    |

- 2024年度シーズン終了時

### 年度別打撃成績
| 年 度    | 球 団    | 試 合 | 打 席 | 打 数 | 得 点 | 安 打 | 二 塁 打 | 三 塁 打 | 本 塁 打 | 塁 打 | 打 点 | 盗 塁 | 盗 塁 死 | 犠 打 | 犠 飛 | 四 球 | 敬 遠 | 死 球 | 三 振 | 併 殺 打 | 打 率 | 出 塁 率 | 長 打 率 | O P S |
| -------- | -------- | ----- | ----- | ----- | ----- | ----- | -------- | -------- | -------- | ----- | ----- | ----- | -------- | ----- | ----- | ----- | ----- | ----- | ----- | -------- | ----- | -------- | -------- | ----- |
| 2024     | LAA      | 15    | 0     | 0     | 0     | 0     | 0        | 0        | 0        | 0     | 0     | 0     | 0        | 0     | 0     | 0     | 0     | 0     | 0     | 0        | .000  | .000     | .000     | .000  |
| MLB：1年 | MLB：1年 | 15    | 0     | 0     | 0     | 0     | 0        | 0        | 0        | 0     | 0     | 0     | 0        | 0     | 0     | 0     | 0     | 0     | 0     | 0        | .000  | .000     | .000     | .000  |

- 2024年度シーズン終了時

### 年度別守備成績
| 年 度 | 球 団 | 投手（P） | 投手（P） | 投手（P） | 投手（P） | 投手（P） | 投手（P） |
| 年 度 | 球 団 | 試 合     | 刺 殺     | 補 殺     | 失 策     | 併 殺     | 守 備 率  |
| ----- | ----- | --------- | --------- | --------- | --------- | --------- | --------- |
| 2023  | STL   | 2         | 0         | 0         | 0         | 0         | ----      |
| MLB   | MLB   | 2         | 0         | 0         | 0         | 0         | ----      |

- 2023年度シーズン終了時

### 代表歴
- 2023 ワールド・ベースボール・クラシック・コロンビア代表

### 背番号
- 60（2023年）
- 49（2024年）